# Sonny Dunham

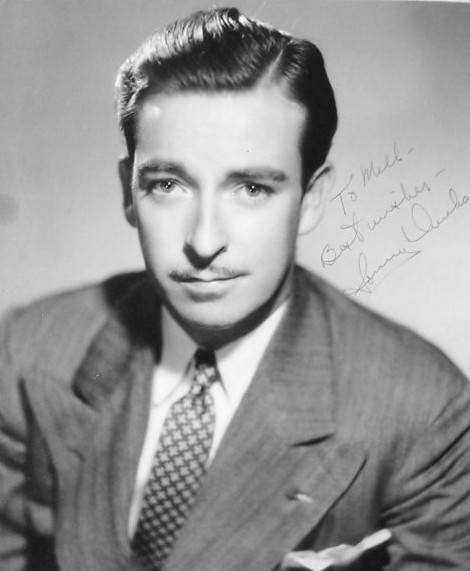
Sonny Dunham alrededor de 1942

Elmer "Sonny" Dunham (16 de noviembre de 1911-9 de julio de 1990)  fue un trompetista y director de banda estadounidense. Músico versátil, era uno de los pocos trompetistas que podía doblar el trombón con la misma habilidad. 

## Biografía
Nació en Brockton, Massachusetts, hijo de Elmer y Ethel (de soltera Lewis) Dunham, asistió a escuelas locales y tomó lecciones de trombón de válvulas a la edad de 7 años. Se cambió al trombón de diapositivas a la edad de 11 años y tocaba en bandas locales a los 13 años. Dunham comenzó su carrera musical como trombón en el área de Boston.
A finales de la década de 1920 se trasladó a Nueva York, donde tocó con Ben Bernie durante seis meses antes de pasar en 1929 a la orquesta de Paul Tremaine, donde permaneció dos años. Fue mientras trabajaba con el grupo de Tremaine, donde también cantaba y hacía arreglos, que pasó a la trompeta. 
En 1931, dejó Tremaine y durante unos meses dirigió su propio grupo, llamándolo Sonny Dunham and his New York Yankees.  En 1931, junto con el clarinetista Clarence Hutchenrider, el trombonista y cantante Pee Wee Hunt y el cantante Kenny Sargent, fue reclutado por Glen Gray para la Orquesta Casa Loma de Gray. Durante los años dorados de Casa Loma, de 1931 a 1935, fue un solista popular, logrando un gran éxito con su trabajo de trompeta en "Memories of You".  Su estilo, descrito como "espectacular" y "descarado", también es evidente en "Ol' Man River", "Wild Goose Chase", "No Name Jive" y "Nagasaki".  Permaneció hasta marzo de 1936, cuando formó otro grupo más inusual, Sonny Lee and The New Yorkers Band, que incluía 14 piezas, con diez de sus músicos doblando la trompeta.
Después de que la banda no logró conseguir las reservas adecuadas, se mudó a Europa durante tres meses y en 1937 regresó a la Orquesta de Casa Loma, donde permaneció hasta 1940 cuando intentó nuevamente formar su propio grupo, esta vez con más éxito. 
Su nueva banda debutó en julio de 1940 en el Glendale Auditorium de Los Ángeles. La banda de Sonny realizó una gira por los Estados Unidos, tocando en los primeros lugares y realizando búsquedas de talentos a lo largo del camino. Después de regresar a Nueva York a principios de 1941, estuvieron en transmisiones de radio nocturnas en el Roseland Ballroom y en el Meadowbrook en Cedar Grove, Nueva Jersey, en junio. Luego, la banda dejó Nueva York a fines del verano para ir a Hollywood, pero regresó a Nueva York en enero de 1942, solo para regresar a la carretera nuevamente en marzo de ese año. Tocaron en el Hollywood Palladium en abril y también aparecieron en la película de Universal Behind the Eight Ball con los Ritz Brothers. Dunham se desempeñó como director musical de esta película. La banda también apareció en otro cortometraje de Universal, Jivin' Jam Session.
En junio de 1943 formaron parte de una revista de vodevil en el Capitolio que incluía una proyección de Presenting Lily Mars (Judy Garland) y un concierto.  Luego, la banda se fue para tocar en Chicago y regresó a Nueva York para una aparición en el Paramount Theatre en noviembre de 1942. De enero a abril de 1943, su banda estuvo en el quiosco del Hotel New Yorker. Más tarde realizaron una gira por el Medio Oeste y regresaron a Nueva York a finales de ese año, donde grabaron para Langworth Transcriptions. Dunham experimentó brevemente con dos vocalistas femeninas, Mickie Roy y Dorothy Claire, lo que no resultó debido a su "temperamento profesional".  En febrero de 1944, la banda regresó al Hotel New Yorker y, en abril, actuó en el Cafe Rouge Room del Hotel Pennsylvania. Los conciertos del Hotel New Yorker fueron los compromisos más largos de la carrera de la banda: dos de 13 semanas y uno de 16 semanas.  La banda regresó a Los Ángeles y actuó en el Hollywood Palladium en julio y agosto. Mientras estuvo allí, la banda apareció en el cortometraje de Universal "Jive Busters" y luego pasó a Warner Bros. donde aparecieron en la película Sonny Dunham and His Orchestra . En septiembre regresaron a la costa este. Después de otra gira por el Medio Oeste en 1945, y nuevamente en 1946, la banda regresó a Nueva York a finales de 1946. En 1946, tocó en una banda de corta duración encabezada por Bernie Mann que incluía a Steve Jordan, George Dessinger y Walter Robertson. 
La banda tuvo pocas apariciones entre 1947 y 1950. A su regreso al Roseland Ballroom de una gira en marzo de 1949, Dunham se vio involucrado en una disputa contractual que lo irritó lo suficiente como para amenazar con abandonar el negocio.  Con una orquesta recién reorganizada, a finales de 1950 Dunham tocó en Rustic Cabin en Englewood Cliffs, Nueva Jersey.  Disolvió la banda en 1951 y en septiembre se unió a la banda de Tommy Dorsey como trompetista, reemplazando a Ray Wetzel, quien había muerto en un accidente automovilístico unas semanas antes.  Se reorganizó en 1952 y permaneció activo hasta que el declive del negocio de las big bands le llevó a abandonar la lucha por las pocas reservas disponibles, como en el verano de 1960, cuando el Sonny Dunham Quartet fue facturado en el restaurante Embers de Nueva York.  A mediados de los años sesenta dirigió una banda de un barco de vapor en la ciudad de Nueva York y participó en la contratación de otras bandas para este tipo de excursiones.  Una de sus últimas grabaciones conocidas fue una melodía novedosa ("Where Do You Work-a, John") para Cross-Country Records en 1956 bajo el nombre de Sonny Dunham and the Noteworthys.  
No se supo mucho de él en la década de 1970, aunque tocó el trombón en algunos LP con las bandas de recuperación de Dixieland de Don Goldie. La década de 1980 lo encontró viviendo en una casa rodante en Miami, Florida, todavía involucrado en la contratación de bandas para cruceros y tocando ocasionalmente cuando podía encontrar trabajo. Murió de cáncer el 9 de julio de 1990, a los 78 años.